# Venusia purpuraria
Venusia purpuraria là một loài bướm đêm trong họ Geometridae.